# 나카무라 료타
나카무라 료타(일본어: 中村 亮太, 1991년 1월 28일 ~ )는 일본의 축구 선수이다. 현재 J2리그의 블라우블리츠 아키타에서 뛰고 있다.

## 구단 경력
그는 2013년부터 J리그의 마쓰모토 야마가 FC, 아술 클라로 누마즈, 블라우블리츠 아키타에서 뛰었다.